# 玲瓏谷地考古遺址
玲瓏谷地考古遺址位於馬來西亞霹靂州上霹雳县，在霹靂州首府怡保北方約50公里處，2012年列為世界遗产，為馬來西亞第四個世界遺產, 也是繼馬六甲古城與檳城喬治市之後, 的第二個世界文化遺產。
該考古遺址在1991年發現距今約1萬年的一具霹靂人遺骨，為現今東南亞最完整的史前人類遺骸，證明當時已有人類居住於此。該遺址包括兩個區域、共有四處考古遺址，時間跨度從約180萬年前至一千年前，遺址類型包括洞穴遺址、露天遺址，舊石器時代的打造工場以及早期技術的證據等。

## 歷史沿革
1991年，一支由馬來西亞理科大學教授茜蒂祖萊娜（Siti Zuraina Abdul Majid）率領的考古隊在玲瓏谷地的昆侖龍都洞（Gua Gunung Runtuh）挖掘文物時，發現一具霹靂人骸骨，估計年代為1萬－1.1萬年前。該發現為考古學界重大發現，證明1萬年前就有人類居住於此。之後在附近發現更多古代遺跡，找到許多不同年代的石製器具、食物殘渣、動物骨骸、貝殼、陶器碎片。1999年在此地設立玲瓏谷地考古博物館，收藏挖掘出來的遺骸與古物。
馬來西亞國家文物遺產局在2011年1月向世界遺產委員會申請，將此地列為世界遺產，2012年6月30日正式獲得通過。

## 考古遺址
玲瓏谷地考古遺址在霹靂州首府怡保北方約50公里處，位於霹靂河沿岸，分成兩個區域，南邊的區域為世界遺產編號1396-001武吉武農－哥打淡板（Bukit Bunuh－Kota Tampan）遺址，此地為露天遺址。遺址年代由4萬年至180萬年前，此地發現距今183萬年前隕石掉落至武吉布農而形成的凝灰角礫岩，當中混雜旧石器时代的手斧和石製器具。7萬年前多峇火山爆發使得此地的石器製作場被遺棄。此地有多個年代的遺跡，包括舊石器時代、新石器時代、青銅時代，是非洲以外最古老以及記錄史前人類活動最長久的單一場址。從此地發現的遺址推論，這裡曾存在一個半定居的聚落。
北邊的區域有3處考古遺址，包括世界遺產編號1396-002 武吉爪哇（Bukit Jawa）、1396-003 象頭山（Bukit Kepala Gajah）、1396-004 虎穴山（Bukit Gua Harimau），其中武吉爪哇遺址為露天遺址，象頭山、虎穴山為洞穴遺址。
武吉爪哇遺址年代約10－20萬年前。象頭山遺址年代約1萬年前，當地喀斯特地形露頭有20個洞穴，包括昆侖龍都洞在內的3個洞穴中有古代遺骨。在昆侖龍都洞找到的一具霹靂人遺骨，為現今東南亞最完整的史前人類遺骸，採用放射性碳定年法測年鑑定為距今10,120年，為澳洲人種，此為一種在更新世末期至全新世早期分布於印度尼西亞群島西部和東南亞大陸的原始人類型。虎穴山遺址年代約1,000年前。

## 世界遺產登錄
2012年6月至7月，第36屆世界遺產委員會於俄罗斯圣彼得堡召開，由馬來西亞申報的項目「玲瓏谷地考古遺址」經大會通過，為馬來西亞第二個文化遺產，編號為1396，該遺產包含四個項目。
该世界遗产被认为满足世界遺產登錄基準中的以下基準而予以登錄：
- （iii）呈现有关现存或者已经消失的文化传统、文明的独特或稀有之证据。
- （iv）关于呈现人类历史重要阶段的建筑类型，或者建筑及技术的组合，或者景观上的卓越典范。

| 世界遺產編號 | 名稱                                           | 所在地                                                 | 保護範圍   | 緩衝範圍   |
| ------------ | ---------------------------------------------- | ------------------------------------------------------ | ---------- | ---------- |
| 1396-001     | 武吉武農－哥打淡板（Bukit Bunuh－Kota Tampan） | 5°4′4.47″N 100°58′20.38″E / 5.0679083°N 100.9723278°E  | 281.06公頃 | 827.34公頃 |
| 1396-002     | 武吉爪哇（Bukit Jawa）                         | 5°7′44″N 100°59′34″E / 5.12889°N 100.99278°E           | 6.18公頃   | 959.43公頃 |
| 1396-003     | 象頭山（Bukit Kepala Gajah）                   | 5°7′34.3″N 100°58′0.09″E / 5.126194°N 100.9666917°E    | 108.25公頃 | 959.43公頃 |
| 1396-004     | 虎穴山（Bukit Gua Harimau）                    | 5°8′57.84″N 100°58′50.64″E / 5.1494000°N 100.9807333°E | 3.15公頃   | 959.43公頃 |

## 保護與旅遊
玲瓏谷地考古遺址根據馬來西亞2005年通過的《國家遺產法令》（National Heritage Act）進行登記，此遺址受到1965年《國家土地法典》（National Land Code）和1976年《城鄉規劃法令》（Town and Country Planning Act）的保護，任何挖掘與開發活動均要經過霹靂州政府的允許。政府設立遺產指導委員會，成員包含政府官員與獨立專業人士，由霹靂州務大臣擔任主席，委員會之下設立辦公室處理各項事務。儘管如此，受限於聯合國教科文組織的規定，玲瓏谷地文化遺產區是由國家遺產局直接管理，而非霹靂州政府。
當地設有玲瓏谷地考古博物館，每日僅有兩班巴士由吉隆坡開往該地，當地各考古遺址無道路可通達，各項基礎建設不完備。地方人士希望發展旅遊以提振經濟，但多年來發展進度緩慢。交通不便加上宣傳不足，甚至許多馬來西亞人不知道此處有世界遺產，遊客人數不多。

## 外部連結
- 霹靂州旅遊局－玲瓏谷地（页面存档备份，存于）（英文）
- 馬來西亞觀光局－玲瓏谷地考古遺址（页面存档备份，存于）（繁體中文）